# Paleopatologie
Paleopatologie je oborem na pomezí humánní a částečně i veterinární medicíny, antropologie, pomocných věd historických a dějin lékařství. Paleopatologie se zabývá studiem chorobných změn konkrétních jedinců žijících v minulosti a naopak změnami klinického průběhu chorob během minulosti. Širší pojetí paleopatologie pak zahrnuje nejen lidská onemocnění v průběhu historických epoch, ale i studium chorobných změn např. dávno vymřelých živočichů.

## Metody paleopatologie
Paleopatologie využívá analýzu všech dostupných pramenů. Celkový obraz je vytvářen na základě více pramenů.

### Analýza písemných pramenů
Při analýze písemných pramenů paleopatolog úzce spolupracuje především s historikem, nejlépe s historikem specializovaným na dějiny lékařství. Vymezení konkrétní choroby, konkrétních znaků i konkrétních léčebných postupů se totiž v průběhu věků měnilo, takže nepoučeným použitím dnešního významu může dojít ke značnému posunu slov. Při analýze se nevychází jen ze starých lékařských spisů, ale stejný význam mají i kroniky, zejména pokud kronikář podrobně popisuje výstřední osobnost, vážné onemocnění nebo poslední okamžiky panovníka nebo jiné významné osoby.

### Ikonografická analýza
Ikonografická analýza, tedy studium obrazů, může přinést některé cenné informace. Na druhou stranu může být ikonografie zavádějící, protože palologie je často znázorněna jen schematicky u osob v pozadí, pokud jde o portrét, může být tendence projevy onemocnění spíše potlačit.

### Analýza tělesných pozůstatků
Nejčastější zdrojem poznatků je analýza kosterních pozůstatků. Na sketelu lze analyzovat především traumatické změny, např. analýzou lebky bylo zjištěno, že Jan Žižka přišel o jedno oko ještě v dětství. Na kostech se mohou projevit i poruchy během růstu, např. analýzou kosterních pozůstatků Václava II. bylo potvrzeno, že v dětství skutečně těžce fyzicky strádal a trpěl podvýživou. Kostní materiál lze analyzovat i toxikologicky a tím odhalit některé anorganické jevy, např. u římských legionářů byla prokázána chronická otrava olovem, zřejmě z olověných vodovodů. V kostech lze zachytit i ložiska některých patologických procesů, především kostní tuberkulózy a nádorových metastáz.
Pokud se náhodou nebo záměrně dochovají mumifikované (vysušené) ostatky, lze si udělat i rámcovou představu o případné patologii měkkých tkání. Jen výjimečně se zachovávají ostatky ještě komplexnější, např. díky utopení v bažině nebo zamrznutí do ledu. Někdy je možné takovéto zbytky měkkých tkání zpracovat i histologicky.
Ke studiu fyzických pozůstatků se s úspěchem používá medicínských zobrazovacích metod, především běžných rentgenů a počítačové tomografie.